# Kulfors naturreservat
Kulfors naturreservat är ett naturreservat i Vindelns kommun i Västerbottens län.
Området är naturskyddat sedan 2019 och är 75 hektar stort. Reservatet ligger väster om Vindeln och består av äldre barrblandskogar med tydlig naturskogskaraktär.